# Reggenza di Minahasa
La reggenza di Minahasa (in indonesiano: Kabupaten Minahasa) è una reggenza dell'Indonesia, situata nella provincia di Sulawesi Settentrionale.